# دکتر هاوس

پوستر مجموعه

دکتر هاوس یا هاوس ام.دی. (به انگلیسی: House M.D.) که به اختصار با نام هاوس نیز شناخته می‌شود، یک مجموعهٔ تلویزیونی آمریکایی در گونهٔ درام پزشکی است که از تاریخ ۱۶ نوامبر ۲۰۰۴ تا ۲۱ مهٔ ۲۰۱۲ از شبکهٔ فاکس طی هشت فصل پخش شد. دکتر گریگوری هاوس شخصیت اصلی داستان است که یک نابغهٔ پزشکی و مردم‌گریز است و به مصرف داروی مسکن اعتیاد دارد. او مسئول یک تیم تشخیص افتراقی در بیمارستان خیالی پرینستون پلینزبورو می‌باشد. ایدهٔ اصلی این مجموعه توسط پل آتاناسیو مطرح شد، در حالی که دیوید شور که نامش به عنوان خالق اصلی سریال مطرح می‌شود، بیش‌تر در خلق شخصیت اصلی داستان یعنی دکتر هاوس نقش داشت. کیتی جیکوبز، شریک تجاری آتاناسیو به همراه برایان سینگر از تهیه‌کنندگان اجرایی این مجموعه بودند. فیلم‌برداری مجموعه بیش‌تر در محلهٔ غربی لس‌آنجلس یعنی سنچری سیتی صورت می‌گرفت.
هاوس در این مجموعه در بسیاری از مواقع با پزشکان دیگر خصوصاً تیم تشخیص خودش درگیر می‌شود؛ چرا که تشخیص‌هایش بیش‌تر بر پایهٔ نکات ریز و بحث‌برانگیز در مورد بیمارها می‌باشد. درگیری‌اش با قوانین بیمارستان او را در بیشتر مواقع در مقابل رئیس بیمارستان دکتر لیسا کادی (لیسا ادلستین) قرار می‌دهد. تنها دوست واقعی هاوس دکتر جیمز ویلسون (رابرت شان لئونارد) است که در همان بیمارستان رئیس بخش سرطان‌شناسی است. در طول سه فصل اول، تیم تشخیص هاوس شامل سه پزشک به نام‌های دکتر رابرت چیس (جسی اسپنسر)، دکتر الیسون کمرون (جنیفر موریسون) و دکتر اریک فورمن (عمر اپس) است. پس از سه فصل این تیم از هم می‌پاشد و هاوس در کنار فورمن سه پزشک جدید به نام‌های دکتر رمی هدلی (اولیویا وایلد)، دکتر کریس تاوب (پیتر جکوبسن) و دکتر لارنس کاتر (کل پن) استخدام می‌کند. چیس و کمرون هم در بخش‌های دیگری از بیمارستان مشغول هستند. کاتر در اواخر فصل پنج می‌میرد و کمرون در اوایل فصل شش بیمارستان را ترک می‌کند؛ هم‌چنین چیس به تیم تشخیص بازمی‌گردد. سیزده در بیشتر قسمت‌های فصل هفتم غایب است و مارتا ام. مسترز (امبر تمبلین) جایش را می‌گیرد. کادی و مسترز در پایان فصل هفت از بیمارستان می‌روند؛ فورمن رئیس جدید بیمارستان می‌شود و دکتر جسیکا آدامز (اودت انابل) و دکتر چی پارک (چارلین وای) به تیم هاوس می‌پیوندند.
هاوس از فصل دوم تا فصل چهارم بین ده سریال برتر در ایالات متحده قرار داشت. در سال ۲۰۰۸ با توزیع در ۶۶ کشور جهان، هاوس پربیننده‌ترین سریال تلویزیونی در جهان بود. این مجموعه تلویزیونی جایزه‌های بسیاری از جمله پنج جایزه امی، دو جایزه گلدن گلوب، یک جایزه پیبادی و ۹ جایزه برگزیده مردم دریافت کرده‌است. در ۸ فوریه ۲۰۱۲، فاکس اعلام کرد که فصل هشتم، فصل پایانی این مجموعه خواهد بود. قسمت آخر آن در ۲۱ مهٔ ۲۰۱۲ پخش شد و به دنبال آن یک ویژه‌برنامهٔ یک‌ساعتی نیز پخش گردید.

## شرح سریال

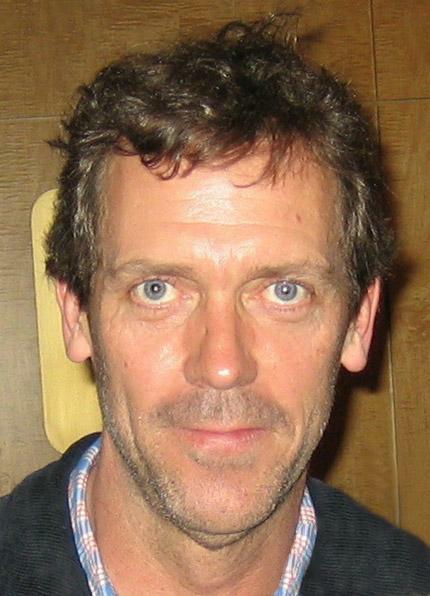
هیو لوری در انجمن بازیگران سینما در سال ۲۰۰۵

دکتر گریگوری هاوس پزشکی نابغه و مردم‌گریز است که سرپرست یک تیم تشخیص پزشکی در بیمارستان پرینستون پلینزبورو در نیوجرسی می‌باشد. هر قسمت معمولاً حول مسئلهٔ تشخیص مریضی یک بیمار می‌گذرد و شروع قسمت نیز معمولاً خارج از بیمارستان اتفاق می‌افتد و وقایعی را که منتهی به شروع نشانه‌های بیمار می‌شود را نشان می‌دهد. در طول هر قسمت روش‌های مختلفی برای درمان بیمار به کار برده می‌شود که معمولاً موفقیت‌آمیز نیست و در پایان قسمت و در زمانی که وضعیت بیمار بحرانی می‌شود، معمولاً درمان جواب می‌دهد. آن‌ها معمولاً پرونده‌هایی را قبول می‌کنند که پزشکان دیگر از تشخیص بیماری‌شان ناتوان بوده‌اند؛ همچنین هاوس از قبول پرونده‌هایی که از نظرش جالب نیستند خودداری می‌کند. خط داستانی سریال بیش‌تر حول نظریه‌های غیرمعمول پزشکی او و واکنش دیگر پزشکان به این مسئله می‌گردد.
تیم هاوس از تشخیص افتراقی برای پیدا کردن علل بیماری استفاده می‌کند. با فهرست کردن موارد احتمالی بر روی یک وایت‌برد و به مرور بیشتر موارد حذف می‌شوند و در نهایت هم یکی از اعضای تیم (معمولاً خود هاوس) به تشخیص درست می‌رسد. معمولاً در مراحل اولیه تشخیص‌ها اشتباه است و درمان‌ها در بهترین شرایط تغییری در اوضاع بیمار ایجاد نمی‌کنند؛ در مواردی هم باعث بدتر و پیچیده‌تر شدن وضع بیمار می‌شوند؛ اما همین شرایط پیچیده هم باعث بروز علائم جدیدی می‌شود که به عمل تشخیص کمک می‌کند. دلیل اصلی بیماری معمولاً به یکباره به ذهن هاوس می‌رسد، معمولاً در هنگام صحبت با یکی از شخصیت‌های داستان ایدهٔ آن به ذهنش می‌رسد که اغلب در رابطه با موضوع بحث است.

## شخصیت‌های اصلی
دکتر گرگوری هاوس (با نقش آفرینی هیو لوری) پیچیده‌ترین و مهم‌ترین شخصیت سریال و در واقع شخصیت وی هستهٔ اصلی تشکیل‌دهندهٔ سریال است. هاوس که خود متخصص بیماری‌های عفونی و هم‌چنین نفرولوژیست است، رئیس یک تیم تشخیصی در بیمارستان آموزشی پرینستون پلیزبورو PPTH است.
هیو لوری به خوبی از عهده این نقش برآمده و بسیار تأثیرگذار بوده، او برای بازی در این نقش ۴ بار نامزد بهترین هنرپیشه مرد تلویزیونی گلدن گلوب بوده و دو بار در سال‌های ۲۰۰۸ و ۲۰۰۹ برنده این جایزه شده و در سال‌های ۲۰۰۵، ۲۰۰۷، و ۲۰۰۸ نیز نامزد جایزه امی شده‌است. لوری که خود فرزند یک پزشک –به نام رن لوری – است گفته‌است احساس گناه می‌کند که به خاطر یک نسخه بدلی بودن از پدرش درآمد بسیار بیشتری نصیب‌اش می‌شود. او از آغاز فصل دوم ۲۷۵۰۰۰ تا ۳۰۰۰۰۰ دلار برای هر اپیزود دریافت کرده و این مبلغ در فصل پنجم به ۴۰۰۰۰۰ دلار رسیده‌است.
درباره شخصیت دکتر هاوس، اخیراً کتاب «دکتر هاوس و فلسفه: همه دروغ می‌گویند» ترجمه و منتشر شده که به بررسی منش دکتر هاوس می‌پردازد.
دکتر جیمز ویلسون (با بازی رابرت شان لئونارد)، اونکولوژیست، تنها دوست واقعی هاوس و رئیس دپارتمان سرطان‌شناسی است.
دکتر لیزا کادی (لیزا ادلستین): اندوکرینولوژیست (متخصص غدد)، رئیس هاوس و مدیر بیمارستان است. هاوس روابط و اندرکنش پیچیده‌ای با او دارد. در اکثر موارد به علت فرار هاوس از ویزیت بیماران و همچنین اقدامات نامعمولی که برای تشخیص یا درمان بیماران به کار می‌بندد، این دو با هم درگیری لفظی پیدا می‌کنند که پر از تنش و کش و قوس‌های جنسی است. در فصل پنج آن‌ها برای اولین بار یک‌دیگر را می‌بوسند، اما ارتباط فیزیکی آن‌ها ادامه نمی‌یابد تا اینکه در پایان فصل شش کادی به هاوس می‌گوید که عاشق‌اش ست، آن‌ها همدیگر را می‌بوسند و توافق می‌کنند که زندگی مشترکی شروع کنند.
در سه فصل اول تیم تشخیصی هاوس از دکتر اریک فورمن (با بازی عمر اِپس) (نورولوژیست) دکتر آلیسون کامرون (با بازی جنیفر موریسون) (ایمونولوژیست) و دکتر رابرت چیس (با بازی جِسی اِسپنسر) (جراح و متخصص مراقبتهای ویژه) تشکیل شده‌است. در پایان فصل سوم گروه از هم می‌پاشد. هاوس به تدریج سه عضو دیگر برای تیم انتخاب می‌کند. دکتر رمی هادلی (سیزده) (با بازی اولیویا وایلد) دکتر گرین تاوب و دکتر لارنس کوتنر، که فورمن بعدها مجدداً به این گروه می‌پیوندد. کوتنر نیز تا پایان فصل پنجم از گروه کنار گذاشته می‌شود.
اِستِیسی (با بازی لاسا وارد): وکیل کار کشته و همسر سابق هاوس در قسمت بیست و یک فصل اول استیسی برای معالجه بیماری همسرش به دکتر هاوس مراجعه می‌کند و دکتر هاوس همسر استیسی را معالجه می‌کند و بر همین اساس استیسی که یک وکیل کار کشته‌است به عنوان وکیل بیمارستان توسط کادی استخدام می‌شود و هاوس در این مدت علاقه خود را به استیسی نشان می‌دهد و در قسمت ده فصل دو در هتل فرودگاه آن‌ها همدیگر را می‌بوسند.

## شرلوک هلمزی در بیمارستان
شباهت‌های دکتر هاوس به شرلوک هلمز -کارآگاه مشهور داستان‌های جنایی- در سرتاسر سریال احساس می‌شود. هلمز و هاوس هر دو موسیقی می‌نوازند -هاوس پیانو و گیتار و هولمز ویولن- و هر دو به شکلی مواد مصرف می‌کنند -هاوس معتاد قرص ویکودین (حاوی اکسی کدون و استامینوفن) است و هلمز هم گاهی کوکائین استفاده می‌کند. شماره آپارتمان هاوس ۲۲۱B نیز نوعی ارجاع به آدرس هولمز است.
دیوید شور تهیه‌کننده سریال می‌گوید که همیشه شرلوک هلمز را تحسین می‌کرده و شیفتهٔ بی‌تفاوتی هولمز نسبت به موکلان‌اش بوده‌است، ویژگی که به وضوح در شخصیت هاوس مشاهده می‌شود. به‌طور کلی شخصیت دکتر هاوس، تاکیدش بر روانشناسی بیماران، روش استدلال استنتاجی وی، و اکراهش از پذیرفتن بیماری‌هایی که برایش جالب نیستند همه تداعی‌کنندهٔ کارآگاه داستان‌های سر آرتور دویل هستند. رویکرد تشخیصی دکتر هاوس رد کردن یک یک تشخیص‌های افتراقی تا رسیدن به تشخیص نهایی است که هلمز نیز روش مشابهی را پی می‌گیرد. حتی شور می‌گوید نام هاوس به شکلی ادای دینی به هولمز بوده‌است.
دوستی هاوس با جیمز ویلسون هم ارتباط هلمز با دکتر واتسون را تداعی می‌کند. رابرت شان لئونارد هنرپیشه نقش دکتر ویلسون می‌گوید که ابتدا قرار بر این بوده که دکتر ویلسون -که نام‌اش نیز بی‌شباهت به نام دکتر واتسون نیست- نقش بیشتری در کنار دکتر هاوس و به عنوان مشاور ایفا کند -همان‌گونه که واتسون همیشه در کنار هولمز کار می‌کند- اما در نهایت این جنبه از نقش دکتر واتسون به تیم تشخیصی واگذار شده‌است.
علاوه بر این‌ها در اپیزودهای سریال نیز ارجاعاتی به داستان‌های شرلوک هولمز شده‌است. نام بیمار اصلی در قسمت اول سریال ربکا آدلر است که تداعی‌کننده نام آیرین آدلر در اولین داستان شرلوک هولمز است. در پایان فصل دوم مرد مسلحی به هاوس شلیک می‌کند که نامش Moriarity -نام دشمن همیشگی هولمز- است. در چند اپیزود کتاب خاطرات شرلوک هولمز در نماها ظاهر می‌شود.
همچنین در یکی از اپیزودهای فصل پنج هاوس برای گول‌زدن تیمش از یک کتاب از جوزف بل استفاده می‌کند که الهام‌بخش دویل برای شرلوک هولمز بوده‌است. کتاب را ویلسون در کریسمس گذشته به هاوس هدیه داده و پیغام گذاشته که: هاوس، این کتاب مرا به یاد تو می‌اندازد. در عین حال ویلسون قبل از این‌که اشاره شود که وی این کتاب را به هاوس داده‌است، به دو نفر از اعضای تیم می‌گوید که الهام‌بخش این داستان بیماری به نام آیرین ادلر بوده‌است.

## تأثیر در زندگی واقعی
یک پزشک داخلی بنام یورگن شفر، سرپرست مرکز دانشگاهی بیماری‌های شناخته نشده بیمارستان ماربورگ کشور آلمان، بیماری یکی از بیماران خود را بر اساس نشانه‌های همانند یک بیمار در اپیزود ۱۱ فصل هفتم دکتر هاوس حساسیت به فلز کبالت تشخیص و مورد معالجه قرار داد و این تشخیص به‌درستی انجام گرفته و بیمار حساسیت ناشی از کبالت موجود در پروتز لگن داشت. دکتر شفر می‌گوید: در پی جستجوی چرایی نشانه‌های بیماری به یاد قسمتی از مجموعه دکتر هاوس بنام فمیلی پرکتیس (Family Practice) افتادم که در آن یک بیمار نشانه‌هایی مانند بیمار من داشت. بیمار پس از این تشخیص مورد معالجه قرار گرفته و قسمت زیادی از کارکرد حیاتی اعضای بدنش را دوباره بدست آورد. از طرف پزشکان آلمان نامه‌ای در مجله تخصصی پزشکی لنست به چاپ رسید و با اشاره به مورد دکتر شفر از همکار خود با عنوان دکتر هاوس سپاسگزاری کردند.